# Roches tremblantes de Trégunc
Les roches tremblantes de Trégunc sont un ensemble de pierres vacillantes situées dans la commune de Trégunc dans le Finistère, en Bretagne. Il s’agit de :
- la Men dogan, en breton : « Pierre des cocus »
- la Pierre de la richesse
- la Roche divinatoire

Ce sont trois énormes pierres qui, avec l’érosion, se sont retrouvées en équilibre sur leurs arêtes. Il est dès lors possible de les faire bouger. 
Elles sont inscrites à l'Inventaire du patrimoine culturel immatériel en France.

## Les pierres tremblantes
La commune de Trégunc a la particularité de posséder trois pierres branlantes sur son territoire. Ces pierres, réparties sur trois lieux de la commune, sont des blocs de chaos granitique rendus instables sous l’effet de l’érosion, reposant sur d’autres rochers. Elles peuvent alors bouger par une simple pression à un endroit particulier. Ainsi, par cette particularité, elles sont empreintes de légendes encore très vivantes dans la région. Ces dernières, vieilles d’au moins deux siècles, sont aujourd’hui surtout utilisées dans un cadre touristique. Chaque roche a sa propre légende et nécessite de connaître l’astuce, le bon endroit à pousser pour la faire bouger. 

### LaMen dogan
La Men dogan est dite la « Pierre des cocus », c’est la plus connue des trois pierres branlantes. 
Elle attire en effet beaucoup de curieux, puisque sa légende précise qu’un époux trompé ne peut faire bouger les 50 tonnes de la pierre, alors que n’importe qui est à même de la faire bouger. Elle était traditionnellement consultée par les marins qui rentraient de leur séjour en mer afin de vérifier le comportement de leur épouse en leur absence.  
Une autre histoire est associée à cette pierre, c’est l’histoire de Mao et Corentine. Mao, voulant s’assurer que Corentine l’aimait, s’en alla consulter un sorcier, mais ce dernier était jaloux de Mao. Ainsi, pour se venger, il lui dit de se rendre à la pierre tremblante. Si celle-ci bougeait, c’est que Corentine ne l’aimait pas. Mao exécuta les conseils du sorcier, et, face aux mouvements prévisibles de la pierre, il alla, désespéré, se noyer en mer.
Au XIXe siècle, les premiers archéologues identifièrent la roche comme étant un élément du culte celte servant à consulter le sort. Il fallait mettre la pierre en mouvement pour connaître l’avenir. Le druide déduisait la réponse des oscillations de la pierre.
La Men dogan  fut répertoriée à l’inventaire des Monuments historiques en 1882.

### La Pierre de la richesse
La Pierre de la richesse est également très visitée. Elle est la plus accessible des trois pierres et fortement indiquée. 
« La légende dit qu’il y avait une comtesse terriblement avare qui venait étaler son or devant cette roche branlante, elle la remuait, toujours par un clair de lune, elle mettait un verre de cristal sous la roche et s’il se brisait, ça donnait encore des pièces d’or» (Robert Sellin ). 
La roche était fréquentée au XIXe siècle par les jeunes mariés, qui venait demander la fortune pour leur nouveau foyer.

### La Roche divinatoire
Cette roche est la moins connue des trois car la moins accessible, elle se situe sur une propriété privée. La légende la concernant lui attribue une vertu divinatoire. Il faut lui poser une question mentalement et la pousser. Si la réponse est positive, elle bouge. Dans le cas contraire, elle reste immobile.